# Adalbert Ricken
Pour les articles homonymes, voir Ricken.
Adalbert Ricken est un prêtre catholique et un mycologue allemand, né le 18 mars 1851 à Fulda et mort le 1er mars 1921 à Fritzlar dans la Hesse.
Il étudie jusqu’en 1873 au séminaire de Fulda. Après son ordination, il devient chapelain et prêtre dans plusieurs villes du diocèse de Fulda. En 1915, il publie une importante flore des Agaricaceae d'Allemagne, d'Autriche et Suisse: Die Blätterpilze (Agaricaceae) Deutschlands und der angrenzenden Länder, besonders Österreichs und der Schweiz, suivie en 1918 de Vademecum für Pilzfreunde (Vademecum pour les amis des champignons).
Georges Becker écrit à propos de sa flore qu'elle est « discutable à bien des points de vue et accompagnée des figures les plus laides qu'on puisse rêver. Cependant, Ricken donne des descriptions à peu près parfaites et dont la méthode est adoptée aujourd'hui partout ».

## Liste partielle des publications
- 1915 : Die Blätterpilze (Agaricaceae) Deutschlands und der angrenzenden Länder, besonders Österreichs und der Schweiz'.
- 1918 : Vademecum für Pilzfreunde.